# رایزینگ‌سان (ایندیانا)
رایزینگ‌سان، ایندیانا (به انگلیسی: Rising Sun, Indiana) یک شهر در ایالات متحده آمریکا با جمعیت ۲٬۳۰۴ نفر است که در ایندیانا واقع شده‌است.

## موقعیت جغرافیایی
موقعیت جغرافیایی شهرها و مناطق اطراف به شرح زیر است: